# Trboušany
Trboušany (německy Pausche) jsou obec v okrese Brno-venkov v Jihomoravském kraji. Nacházejí se v Dyjsko-svrateckém úvalu. Žije zde 437 obyvatel.
Jedná se o vinařskou obec ve Znojemské vinařské podoblasti (viniční tratě Hájky, Nová hora, Křečkovská hora).

## Název
Jméno je odvozeno od (jinak nedoloženého) osobního jména Trbúšan ("Břicháč"), jehož základem je označení pro břicho či útroby (staročesky teřbuch, teřich, slovensky terbuch, trebuch, dolnolužickosrbsky tarbuch a podobně). Německá podoba jména vznikla z předložkového spojení in Trbauschan, v němž první slabika jména byla časem chápána jako člen der a samotné jméno pak zbývající slabiky, přičemž onen zbytek byl upraven podle členu (domnělý ženský rod v jednotném čísle - die Bausche) se ztrátou znělosti první hlásky.

## Historie
První písemná zmínka o obci pochází z roku 1537. Na začátku 17. století měla obec 22 domů, po třicetileté válce z nich bylo obydlených pouze 14. Roku 1790 zde bylo již 49 domů a 266 obyvatel. Škola byla v obci zřízena roku 1882.

## Obyvatelstvo
| Rok            | 1869 | 1880 | 1890 | 1900 | 1910 | 1921 | 1930 | 1950 | 1961 | 1970 | 1980 | 1991 | 2001 | 2011 | 2021 |
| -------------- | ---- | ---- | ---- | ---- | ---- | ---- | ---- | ---- | ---- | ---- | ---- | ---- | ---- | ---- | ---- |
| Počet obyvatel | 358  | 348  | 374  | 404  | 464  | 465  | 450  | 391  | 439  | 418  | 384  | 359  | 355  | 339  | 384  |
| Počet domů     | 67   | 68   | 72   | 77   | 92   | 98   | 109  | 109  | 105  | 105  | 100  | 113  | 117  | 125  | 137  |

Vývoj počtu obyvatel

## Obecní správa

### Obecní symboly
Znak a vlajka byly obci uděleny rozhodnutím předsedy Poslanecké sněmovny Parlamentu České republiky dne 5. dubna 2001.

#### Znak
Zlato-modře polcený štít, vpravo půl černého orla s červenou zbrojí, majícího na hrudi červené srdce přeložené vztyčeným stříbrným mečem a na křídle stříbrnou růži, vlevo vedle sebe vztyčený stříbrný vinařský nůž se zlatou rukojetí a uťatý zlatý výhonek chřestu, pod nimi zlatý vinný hrozen se dvěma listy.

## Pamětihodnosti
- zvonice a socha sv. Jana Nepomuckého
- přírodní památka V olších

## Galerie

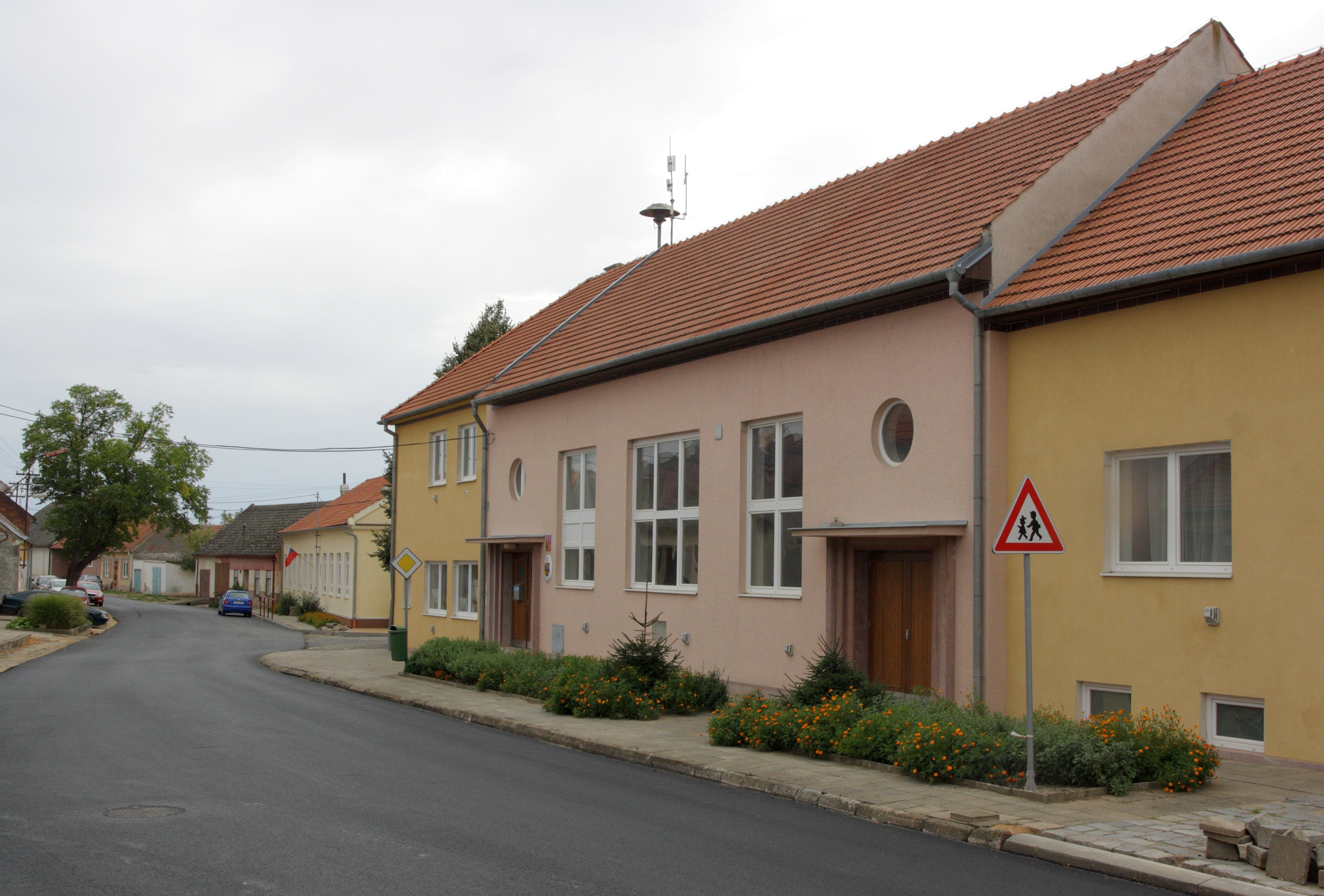
Obecní úřad
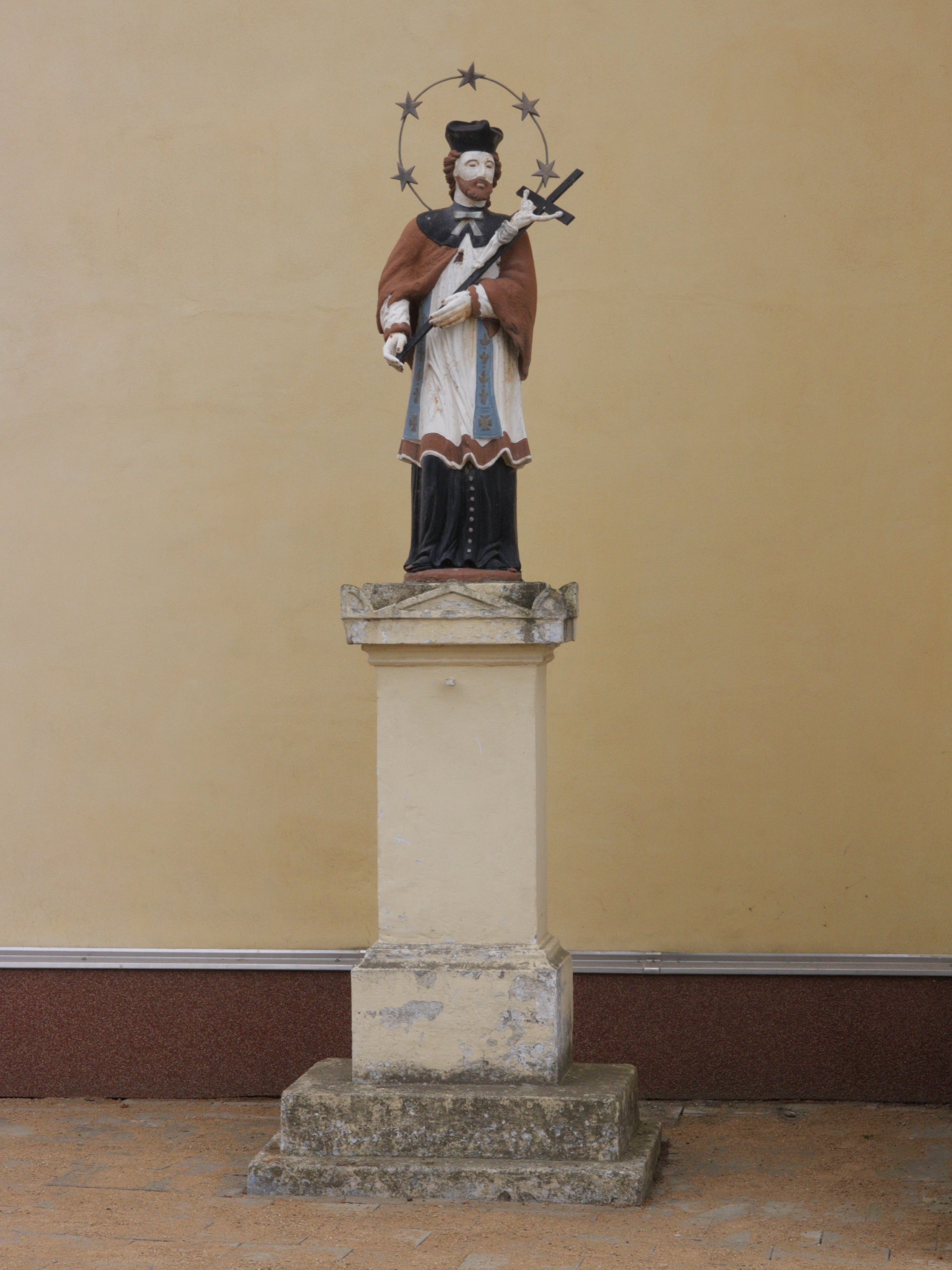
Socha sv. Jana Nepomuckého
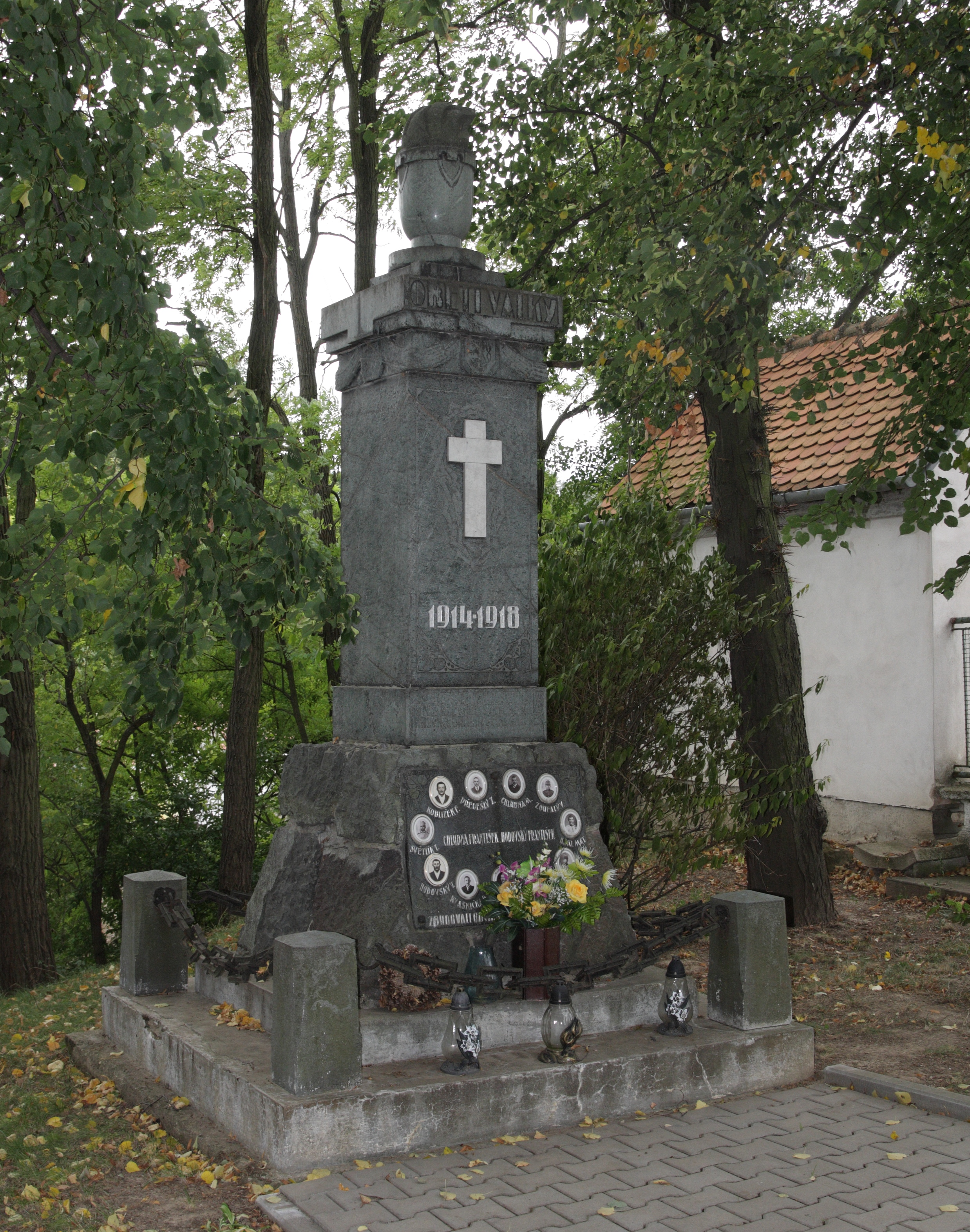
Pomník padlým v 1. světové válce